# Championnat d'Union soviétique de football 1964
Navigation
Saison 1963 Saison 1965
La saison 1964 de Pervaïa Grouppa A est la 26e édition du championnat de première division en Union soviétique. Dix-sept clubs sont regroupés au sein d'une poule unique où les équipes se rencontrent deux fois, à domicile et à l'extérieur. À la fin du championnat, les quatre derniers du classement sont relégués et remplacés par les quatre meilleures équipes de deuxième division.
C'est le club du Dinamo Tbilissi qui remporte le championnat après avoir battu le Torpedo Moscou lors du match décisif pour le titre, les deux équipes ayant terminé à égalité en tête du classement final. Le CSKA Moscou prend la 3e place à 3 points du duo de tête. Il s'agit du tout premier titre de champion d'Union soviétique de l'histoire du club, qui est le deuxième club non-russe (et non-Moscovite) à remporter le titre national.
Le tenant du titre, le Dynamo Moscou, ne prend que la 7e place, à 12 points du nouveau champion.
Grâce à sa victoire en Coupe d'URSS, le Dynamo Kiev devient le premier club soviétique à représenter son pays en Coupe d'Europe, en l'occurrence la Coupe des coupes 1965-1966.

## Clubs participants
- Promu de deuxième division

| Club                      | Présent depuis | Classement 1963 | Entraîneur             |
| ------------------------- | -------------- | --------------- | ---------------------- |
| Dinamo Moscou             | 1936           | 1er             | Oleksandr Ponomarov    |
| Spartak Moscou            | 1936           | 2e              | Nikita Simonian        |
| Dinamo Minsk              | 1960           | 3e              | Aleksandr Sevidov      |
| SKA Rostov                | 1959           | 4e              | Iosif Betsa            |
| Dinamo Tbilissi           | 1936           | 5e              | Gavriil Kachalin       |
| Zénith Léningrad          | 1938           | 6e              | Valentin Fiodorov (en) |
| CSKA Moscou               | 1954           | 7e              | Valentin Nikolaïev     |
| Neftianik Bakou           | 1960           | 8e              | Alakbar Mammadov       |
| Dynamo Kiev               | 1936           | 9e              | Viktor Maslov          |
| Torpedo Moscou            | 1938           | 10e             | Viktor Marienko        |
| Chakhtior Donetsk         | 1955           | 11e             | Oleg Ochenkov          |
| Torpedo Koutaïssi         | 1962           | 12e             | Andreï Jordania (ru)   |
| Moldova Kichinev          | 1956           | 13e             | Nikolaï Glebov (ru)    |
| Kaïrat Almaty             | 1960           | 14e             | Aleksandr Keller (ru)  |
| Krylia Sovetov Kouïbychev | 1962           | 15e             | Viktor Karpov (ru)     |
| Chinnik Iaroslavl         | 1964           | 1er (D2)        | Anatoli Akimov (en)    |
| Volga Gorki (ru)          | 1964           | 2e (D2)         | Ivan Zolotoukhine      |

### Changements d'entraîneurs
| Club             | Entraîneur partant   | Date de départ | Entraîneur arrivant    | Date d'arrivée |
| ---------------- | -------------------- | -------------- | ---------------------- | -------------- |
| Dinamo Tbilissi  | Mikhail Yakushin     | avril 1964     | Gavriil Kachalin       | avril 1964     |
| CSKA Moscou      | Viatcheslav Soloviov | juin 1963      | Valentin Nikolaïev     | juin 1963      |
| Zénith Léningrad | Ievgueni Ieliseïev   | août 1963      | Valentin Fiodorov (en) | août 1963      |

## Compétition
Le barème de points servant à établir le classement se décompose ainsi :
- Victoire : 2 points
- Match nul : 1 point
- Défaite : 0 point